# Dwarshelling

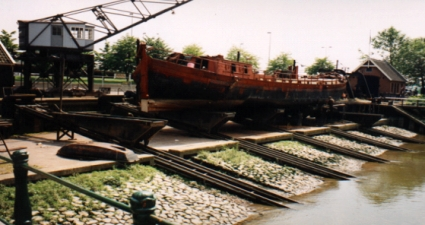
Dwarshelling op museumscheepswerf te Rotterdam

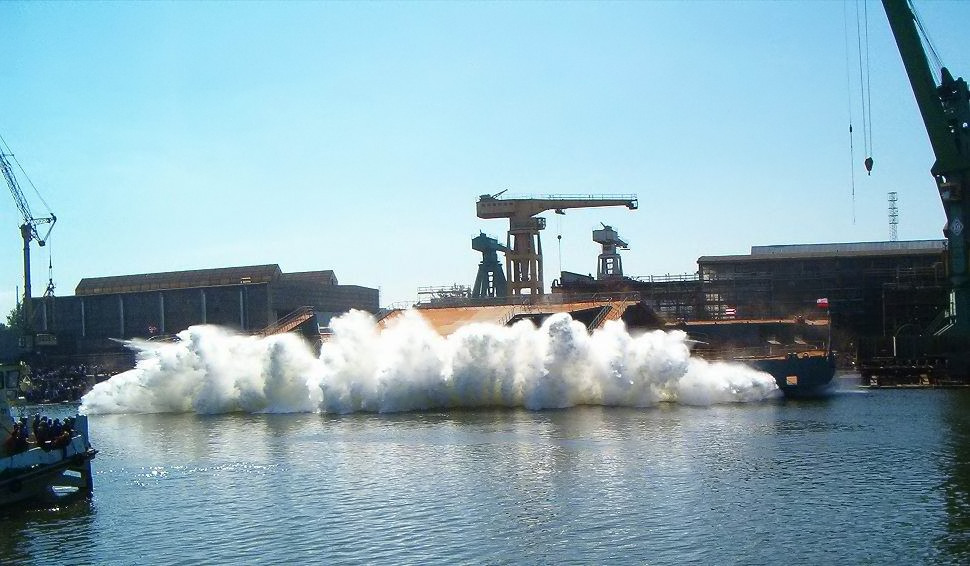
Tewaterlating nieuwbouwschip

Een dwarshelling is een evenwijdig aan het water gelegen scheepshelling. Het is een onderdeel van een scheepswerf, bedoeld om schepen te water te laten of droog te zetten.

## Twee hellingen
Er zijn twee soorten scheepshellingen: langshellingen en dwarshellingen. De langshelling is haaks op de oever gelegen, een dwarshelling evenwijdig daaraan. Schepen gaan er dus ook zijwaarts op of vanaf. Er zijn dwarshellingen bedoeld voor nieuwbouw en/of voor reparatie. Bij de laatste vindt men een aandrijfmechanisme om de schepen aan land te kunnen trekken en ook weer beheerst te water te kunnen laten. Voorts maken reparatiehellingen meestal gebruik van rails met wielen en lopen de rails tot ver onder water door. Bij nieuwbouwhellingen, waar schepen louter vanaf hoeven te glijden, maakt men gebruik van de zwaartekracht om het schip te water te laten. Een aandrijfmechanisme met rails en wielen ontbreekt hier meestal. Daardoor 'valt' het schip min of meer in het water. Dit geeft een enorme waterverplaatsing, met vaak als gevolg dat het water over de tegenoverliggende oever spoelt. Een spectaculair gezicht, dat veel mensen trekt.

## Locaties
Dwarshellingen treft men in het algemeen aan langs rivieren en kanalen. Vanwege de beperkte breedte van het water kan een schip hier niet via een langshelling te water gelaten worden. Het schip wordt daarom zijdelings te water gelaten.
Dwarshellingen treft men in Nederland vooral aan langs het Winschoterdiep bij Waterhuizen, Foxhol, Martenshoek en Hoogezand. Hier worden vooral coasters gebouwd. Ook de Scheepshelling Koningspoort in de Oude Haven in Rotterdam is een dwarshelling. Hier kunnen eigenaars van historische schepen zelf hun schip restaureren.

## Onbruik
Dwarsscheepse tewaterlatingen zijn zeer moeilijk berekenbaar, gezien de complexiteit van het proces en de scheepsbewegingen. Voor de tewaterlating wordt daarom geleund op kennis en ervaring die door de jaren heen is opgebouwd. Bij modernisering van een werf wordt vaak een alternatieve tewaterlatingsmethode verkozen, waarbij men het proces beter in de hand heeft.

### Incident in 1948
Uit de recente geschiedenis is slechts één geval bekend waarbij deze tewaterlating fout ging. Op 10 maart 1948 bleef het achterschip van de Rian iets achter op de wal. Hierdoor kantelde het schip door zodra het water werd geraakt. Het bleef op zijn zij in het kanaal liggen. Hierbij was een dodelijk slachtoffer te betreuren. Er bevonden zich nog meer mensen aan boord maar deze wisten zich allemaal in veiligheid te brengen door van het schip te springen en naar de kant te zwemmen. Sindsdien is het voorschrift dat zich niemand bevindt op een schip dat te water wordt gelaten.